# José Eusebio Sánchez Pedraza
José Eusebio Sánchez Pedraza, (Lima, 14 de agosto de 1823 - Lima, 1903) fue un abogado, magistrado y político peruano. Fue presidente del Consejo de Ministros (1873-1875), ministro de Justicia (1872-1875), ministro interino de Relaciones Exteriores (1874) y ministro de Gobierno (1885-1886). Fue también presidente de la Corte Suprema de Justicia en varios períodos (1888-1889, 1892-1893 y 1898-1899).

## Biografía
Fue hijo de Juan José Sánchez y Petronila Pedraza. Estudió en la Universidad Nacional Mayor de San Marcos. Se recibió de abogado en 1846 y se graduó de doctor en Jurisprudencia en 1859.
Se inició en la magistratura como relator de la Corte Suprema en 1850. Pasó a ser juez de primera instancia de Lima y luego vocal de la Corte Superior de Justicia, de la que fue presidente de 1871 a 1872.
Defendió con energía los fueros judiciales durante el golpe de Estado de los coroneles Gutiérrez, a mérito de lo cual fue designado ministro de Justicia durante el gobierno del vicepresidente Mariano Herencia Zevallos, que completó el periodo del malogrado presidente José Balta, de 26 de julio a 2 de agosto de 1872.
En el gobierno de Manuel Pardo y Lavalle continuó al frente del ministerio de Justicia, conformando el gabinete presidido por el general José Miguel Medina. Cuando este renunció por razones de salud, asumió como presidente del Consejo de Ministros, el 3 de septiembre de 1873. Durante su gestión, ocurrió la revolución de Nicolás de Piérola, conocida como la Expedición del Talismán. Al respecto, Sánchez pidió al Congreso autorización para invertir hasta cinco millones de soles para la pacificación del país, colocar al Ejército en pie de guerra y reforzar la dotación de la Guardia Nacional. El Congreso, con fecha de 6 de noviembre de 1874, aprobó el proyecto casi con unanimidad. El mismo presidente Pardo marchó en persona hacia el sur para tomar el mando de las operaciones contra los rebeldes, que fueron derrotados en Los Ángeles, cerca de Moquegua.
Sánchez renunció a su cargo de ministro el 30 de enero de 1875, al considerar necesaria una renovación en el gobierno para que sus actos fueran revisados por el Congreso Extraordinario próximo a reunirse. Regresó entonces a la magistratura como vocal interino de la Corte Suprema (1875) y luego titular (1876). Asimismo, fue elegido vicerrector de la Universidad de San Marcos (1879).
Tras la batalla de Miraflores y la ocupación de Lima por los chilenos en enero de 1881, el dictador Nicolás de Piérola lo comisionó, junto con Antonio Arenas y Lino Alarco, para negociar las condiciones de paz con el enemigo. Pero Sánchez renunció a dicha comisión, lo que demoró la apertura de las negociaciones, pero cuando estas iban a iniciarse surgió la abrupta negativa de los chilenos para tratar con Piérola, a quien acusaron de haber criticado acerbamente a sus fuerzas armadas (22 de febrero de 1881). Se dijo que se trató de un pretexto, y que la verdadera razón del brusco cambio de los chilenos se debió a que, por una delación de Sánchez, se enteraron de las instrucciones dadas a los comisionados peruanos: obtener la paz a cambio de grandes concesiones, pero sin entrega de territorio. Bien sabido es que el gobierno de Chile nunca habría aceptado una paz sin anexión territorial, motivo único de su guerra.
Por entonces la Corte Suprema acordó su propio receso por considerar que la dignidad de sus actos era incompatible con la presencia de tropas extranjeras de ocupación que habían impuesto sus tribunales militares. Aunque el gobierno de Francisco García Calderón invitó a la Corte que estableciera su sede en La Magdalena e iniciara sus funciones, los magistrados, entre ellos Sánchez, se mantuvieron firmes en su decisión.
Separado de la magistratura y de la política, Sánchez se vio entonces obligado a ganarse la vida despachando mercancías en una tienda de comestibles. En su casa se resguardaron los archivos de la Cámara de Diputados, donde estuvieron a salvo del pillaje chileno, hasta 1884, cuando se reanudó la labor parlamentaria. Ello no evitó que se produjeran misteriosas desapariciones, como el de las actas de las sesiones secretas en las que se aprobó el tratado de alianza con Bolivia de 1873 (suscrito en el gobierno de Pardo, en el que Sánchez había sido ministro de Estado).
Tras el triunfo de la revolución acaudillada por el general Andrés A. Cáceres y la instalación del gobierno del Consejo de Ministros presidido por Antonio Arenas, Sánchez asumió como ministro de Gobierno, de 3 de diciembre de 1885 a 3 de junio de 1886.
Luego continuó su carrera en la magistratura y presidió la Corte Suprema en seis períodos (1888-1889, 1892-1893 y 1898-1899). Falleció en Chorrillos en 1903.